# Ctenocardia fornicata
Ctenocardia fornicata is een tweekleppigensoort uit de familie van de Cardiidae. De wetenschappelijke naam van de soort werd in 1840 voor het eerst geldig gepubliceerd door George Brettingham Sowerby II.